# Lliga de les Nacions de la UEFA 2018-19 (Fase final)
Les finals de la UEFA Nations League 2019 van ser el torneig final de l'edició 2018–19 de la UEFA Nations League, la temporada inaugural de la competició internacional de futbol en què participen els equips nacionals masculins de les 55 associacions membres de la UEFA. El torneig es va celebrar a Portugal del 5 al 9 de juny de 2019, i va ser disputat pels quatre guanyadors del grup de Nations League A. El torneig consistia en dues semifinals, un tercer lloc de play-off i una final per determinar la campions inaugurals de la UEFA Nations League.

## Format
Les finals de la Lliga de les Nacions van tenir lloc el juny del 2019 i van ser disputades pels quatre guanyadors de la Lliga A. Els quatre equips van quedar en un grup de cinc equips (en lloc d'un grup de sis) per a la fase de grups de classificació per a la UEFA Euro 2020, deixant així la finestra de juny de 2019 disponible per a les finals de la Lliga de les Nacions.
La competició es va jugar en format eliminatòria, que constava de dues semifinals, un play-off del tercer lloc i una final. Els emparellaments de semifinals, juntament amb els equips administratius de casa per al tercer lloc de play-off i final, es van determinar mitjançant un sorteig obert el 3 de desembre de 2018.
El torneig es va dur a terme durant cinc dies, amb la primera semifinal (que compta amb l'equip amfitrió) el 5 de juny, la segona semifinal el 6 de juny i el tercer lloc de play-off i final el 9 de juny. Els guanyadors de la final es van coronar com a campions inaugurals de la UEFA Nations League.
Les finals de la Lliga de les Nacions es van jugar en partits eliminatoris d'una sola etapa. Si les puntuacions eren igualades al final del temps normal, es jugaven 30 minuts de temps extra, on es permetia a cada equip fer una quarta substitució. Si la puntuació encara era igualada, el guanyador estava determinat per una tanda de penals. Tots els partits del torneig van utilitzar el sistema tecnològic de línia de gol. El 3 de desembre, la UEFA va confirmar que el sistema d'àrbitre assistent de vídeo (VAR) s'utilitzaria per a les finals de la Lliga de les Nacions.

## Calendari
| Fase       | torn          | Data                |
| ---------- | ------------- | ------------------- |
| Fase final | Semifinals    | 5–6 de juny de 2019 |
| Fase final | 3r lloc final | 9 de juny de 2019   |
| Fase final | Final         | 9 de juny de 2019   |

## Equips classificats
Els quatre guanyadors del grup de la Lliga A es van classificar per a les finals de la Lliga de les Nacions.
| Group | Guanyadors          | Data de qualificació |
| ----- | ------------------- | -------------------- |
| A1    | Països Baixos       | 17 novembre 2018     |
| A2    | Suïssa              | 18 novembre 2018     |
| A3    | Portugal (amfitrió) | 17 novembre 2018     |
| A4    | Anglaterra          | 18 novembre 2018     |

## Estadi
En el seu dossier d'ofertes, la Federació Portuguesa de Futbol va proposar com a seus l'Estádio do Dragão a Porto i l'Estádio D. Afonso Henriques a Guimarães.
| PortoGuimarães | Porto             | Guimarães                   |
| -------------- | ----------------- | --------------------------- |
| PortoGuimarães | Estádio do Dragão | Estádio D. Afonso Henriques |
| PortoGuimarães | Capacitat: 50,033 | Capacitat: 30,000           |
| PortoGuimarães |                   |                             |

## Quadre
|  | Semifinals            | Semifinals    |                   |   | Final | Final |
|  |                       |               |                   |   |       |       |
|  | 5 de juny – Porto     |               |                   |   |       |       |
|  |                       |               |                   |   |       |       |
|  | Portugal              | 3             |                   |   |       |       |
|  | Portugal              | 3             | 9 de juny – Porto |   |       |       |
|  | Suïssa                | 1             |                   |   |       |       |
|  | Suïssa                | 1             | Portugal          | 1 |       |       |
|  | 6 de juny – Guimarães |               | Portugal          | 1 |       |       |
|  |                       | Països Baixos | 0                 |   |       |       |
|  | Països Baixos (prò.)  | Països Baixos | 0                 | 3 |       |       |
|  | Països Baixos (prò.)  |               |                   | 3 |       |       |
|  | Anglaterra            | 1             |                   |   |       |       |
|  | Anglaterra            | 1             | Tercer lloc       |   |       |       |
|  |                       |               |                   |   |       |       |
|  | 9 de juny – Guimarães |               |                   |   |       |       |
|  |                       |               |                   |   |       |       |
|  | Suïssa                | 0 (5)         |                   |   |       |       |
|  | Suïssa                | 0 (5)         |                   |   |       |       |
|  | Anglaterra (p.)       | 0 (6)         |                   |   |       |       |

## Semifinals
| Portugal              | 3 – 1   | Suïssa             |
| --------------------- | ------- | ------------------ |
| Ronaldo 25', 88', 90' | Informe | 57' (p.) Rodríguez |

| Països Baixos                                 | 3 – 1   | Anglaterra        |
| --------------------------------------------- | ------- | ----------------- |
| de Ligt 75' · Walker 97' (p.p.) · Promes 114' | Informe | 32' (p.) Rashford |

## 3r lloc final
| Suïssa                                         | 0 – 0   | Anglaterra                                              |
| ---------------------------------------------- | ------- | ------------------------------------------------------- |
|                                                | Informe |                                                         |
| Tanda de penals                                |         |                                                         |
| Zuber · Xhaka · Akanji · Mbabu · Schär · Drmić | 5-6     | Maguire · Barkley · Sancho · Sterling · Pickford · Dier |

## Final
| Portugal   | 1 – 0   | Països Baixos |
| ---------- | ------- | ------------- |
| Guedes 60' | Informe |               |

| Portugal | Països Baixos |

| PO              | 1  | Rui Patrício      |       |
| DE              | 20 | Nélson Semedo     |       |
| DE              | 4  | Rúben Dias        |       |
| DE              | 6  | José Fonte        |       |
| DE              | 5  | Raphaël Guerreiro |       |
| MI              | 13 | Danilo Pereira    |       |
| MI              | 14 | William Carvalho  | 90+3' |
| MI              | 16 | Bruno Fernandes   | 81'   |
| DA              | 7  | Cristiano Ronaldo |       |
| DA              | 17 | Gonçalo Guedes    | 75'   |
| DA              | 10 | Bernardo Silva    |       |
| Disponible:     |    |                   |       |
| PO              | 12 | José Sá           |       |
| PO              | 22 | Beto              |       |
| DE              | 2  | João Cancelo      |       |
| MI              | 8  | João Moutinho     | 81'   |
| DA              | 9  | Dyego Sousa       |       |
| DA              | 11 | Diogo Jota        |       |
| MI              | 15 | Rafa Silva        | 75'   |
| MI              | 18 | Rúben Neves       | 90+3' |
| DE              | 19 | Mário Rui         |       |
| MI              | 21 | Pizzi             |       |
| DA              | 23 | João Félix        |       |
| Entrenador:     |    |                   |       |
| Fernando Santos |    |                   |       |

| PO            | 1  | Jasper Cillessen    |       |     |
| DE            | 22 | Denzel Dumfries     | 88'   |     |
| DE            | 3  | Matthijs de Ligt    |       |     |
| DE            | 4  | Virgil van Dijk     | 90+1' |     |
| DE            | 17 | Daley Blind         |       |     |
| MI            | 15 | Marten de Roon      |       | 81' |
| MI            | 21 | Frenkie de Jong     |       |     |
| MI            | 8  | Georginio Wijnaldum |       |     |
| DA            | 7  | Steven Bergwijn     |       | 60' |
| DA            | 10 | Memphis Depay       |       |     |
| DA            | 9  | Ryan Babel          |       | 46' |
| Disponible:   |    |                     |       |     |
| PO            | 13 | Kenneth Vermeer     |       |     |
| PO            | 23 | Marco Bizot         |       |     |
| DE            | 2  | Hans Hateboer       |       |     |
| DE            | 5  | Nathan Aké          |       |     |
| MI            | 6  | Davy Pröpper        |       |     |
| DA            | 11 | Quincy Promes       |       | 46' |
| DE            | 12 | Patrick van Aanholt |       |     |
| DE            | 14 | Stefan de Vrij      |       |     |
| MI            | 16 | Kevin Strootman     |       |     |
| MI            | 18 | Tonny Vilhena       |       |     |
| DA            | 19 | Luuk de Jong        |       | 81' |
| MI            | 20 | Donny van de Beek   |       | 60' |
| Entrenador:   |    |                     |       |     |
| Ronald Koeman |    |                     |       |     |

## Estadístiques

### Golejadors
3 gols
- Cristiano Ronaldo

1 gol
- Marcus Rashford
- Matthijs de Ligt
- Quincy Promes
- Gonçalo Guedes
- Ricardo Rodríguez

Objectius propis
- Kyle Walker (1, pro Països Baixos)

## XI All Star Team
El XI All Star Team es va publicar al lloc web oficial de la UEFA al final del torneig.
| Porter          | Defensors                                            | Migcampistes                                        | Davanter                                         |
| --------------- | ---------------------------------------------------- | --------------------------------------------------- | ------------------------------------------------ |
| Jordan Pickford | Daley Blind Virgil van Dijk Rúben Dias Nélson Semedo | Frenkie de Jong Georginio Wijnaldum Bruno Fernandes | Cristiano Ronaldo Bernardo Silva Xherdan Shaqiri |